# Моссон (коммуна)
Моссо́н (фр. Mosson) — коммуна во Франции, находится в регионе Бургундия. Департамент коммуны — Кот-д’Ор. Входит в состав кантона Шатийон-сюр-Сен. Округ коммуны — Монбар.
Код INSEE коммуны — 21444.

## Население
Население коммуны на 2010 год составляло 93 человека.
| 1962 | 1968 | 1975 | 1982 | 1990 | 1999 | 2010 |
| ---- | ---- | ---- | ---- | ---- | ---- | ---- |
| 95   | 88   | 87   | 84   | 81   | 87   | 93   |

## Экономика
В 2010 году среди 54 человек трудоспособного возраста (15—64 лет) 40 были экономически активными, 14 — неактивными (показатель активности — 74,1 %, в 1999 году было 71,2 %). Из 40 активных жителей работали 35 человек (20 мужчин и 15 женщин), безработных было 5 (1 мужчина и 4 женщины). Среди 14 неактивных 6 человек были учениками или студентами, 6 — пенсионерами, 2 были неактивными по другим причинам.